# Vom Fuchs und Raben
Vom Fuchs und dem Raben ist eine Fabel, die dem griechischen Dichter Äsop zugeschrieben wird. Phaedrus dichtete eine lateinische Fassung (Vulpes et corvus, Phaedrus, Fabeln 1, 13) im jambischen Senar.

## Handlung

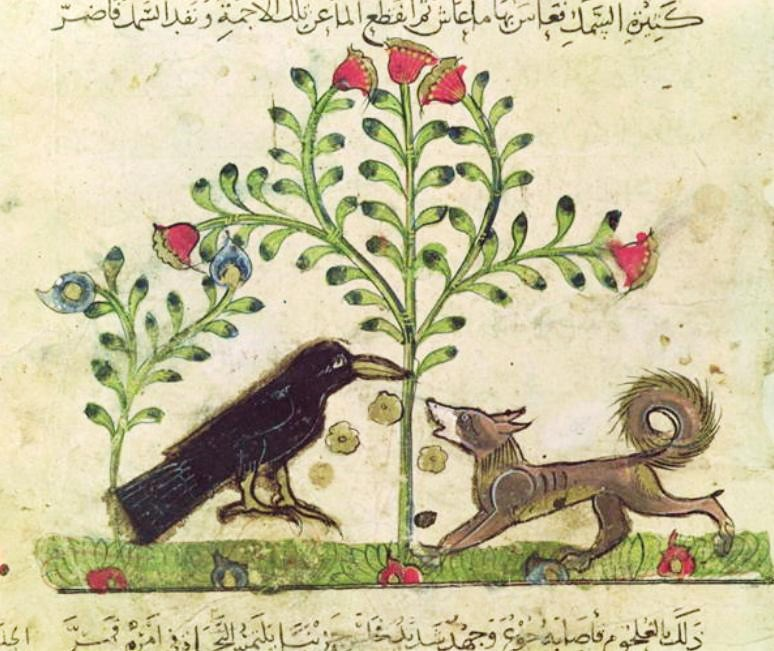
Arabische Illustration

Ein Rabe hat ein Stück Käse gefunden und sich auf einen Ast zurückgezogen, um es zu verzehren, als ein Fuchs vorbeikommt. Der Fuchs, der den Käse gerne selber hätte, schmeichelt dem Raben, nennt ihn wunderschön und den König der Vögel. Schließlich bittet der Fuchs den Raben, für ihn zu singen.
Von der Schmeichelei des Fuchses unvorsichtig gemacht, beginnt der Rabe zu singen, um zu beweisen, dass er der beste Sänger ist. Als er den Schnabel öffnet, fällt der Käse heraus und der Fuchs fängt ihn auf und frisst ihn. Da lacht er und sagt: Hüte dich vor Schmeichlern!

## Deutung
Diese Fabel zählt zu den bekanntesten der aesopschen Fabeln und wird allgemein als Warnung vor Schmeichlern verstanden. Dies ist jedoch keineswegs die einzige Interpretation. Odo von Cheriton gibt der Geschichte eine theologische Deutung: Die Tugend, i. e. die Nahrung der Seele (d. h. das Stück Käse) verliert, wer sich vom Teufel (d. h. dem Fuchs) zum Streben nach eitlem Ruhm (symbolisiert durch das Singen) verführen lässt.

## Kulturelle Bedeutung

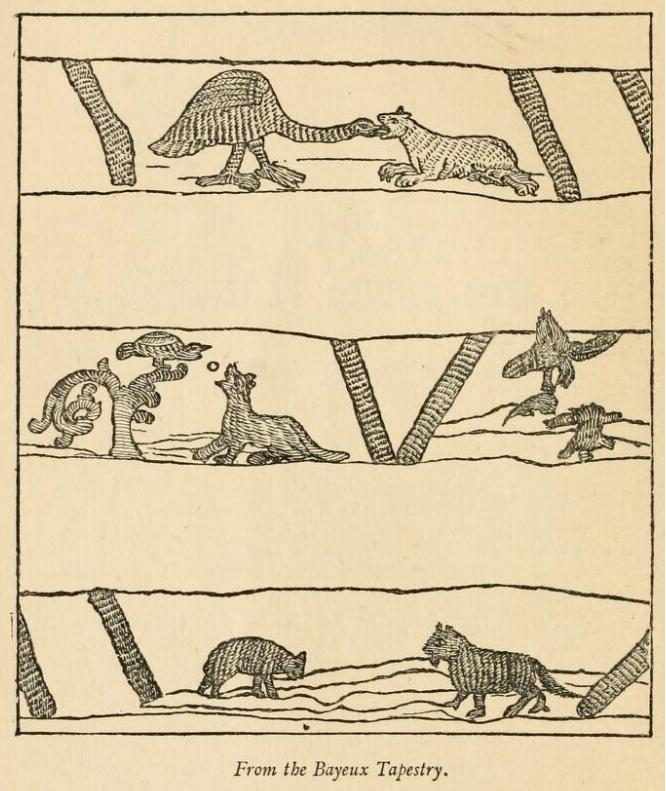
Randborte des Teppichs von Bayeux

Verweise auf die Fabel finden sich in zahlreichen späteren europäischen Kunstwerken und Dichtungen.
So taucht beispielsweise in der Randborte des Teppichs von Bayeux eine Darstellung der Fabel auf. Gezeigt ist der Moment, in dem der Rabe den Schnabel öffnet und der Käse herausfällt. Es ist der Kommentar zur Szene, die Harald Godwinson vor seiner Reise über den Kanal bei einer Mahlzeit zeigt, bei der er in ein ernsthaftes Gespräch mit einem anderen Mann vertieft ist. Zwischen ihnen liegt ein kreisrunder Gegenstand – in Form- und Farbgebung gleicht er dem Gegenstand, dem der Rabe unten in der Randborte aus dem Schnabel fällt. Die Szene wird üblicherweise so interpretiert, dass Harald sich über die Erbfolge auf den englischen Thron unterhält.
Jean de La Fontaine veröffentlichte eine poetische Bearbeitung der Fabel. Auf deren Grundlage verfasste Gotthold Ephraim Lessing im 18. Jahrhundert unter dem Titel Der Rabe und der Fuchs eine ironische Abwandlung des Themas, in der die Schmeichelei nicht etwa belohnt, sondern bestraft wird: Da das vom Raben fallen gelassene Stück Fleisch vergiftet war, muss der Fuchs schließlich qualvoll daran verenden.
Die Moral vom Fuchs und dem Raben wird bis heute erzählt. So gibt es eine Folge der Sesamstraße, in der diese Fabel umgesetzt wird.

## Belege